# 小林剛也
小林剛也（こばやし ごうや）は日本の財務官僚。

## 来歴
熱帯魚が好きで中学・高校時代にグッピーを自家繁殖させていた。埼玉県立大宮高等学校卒業後は東京水産大学に進学。東京水産大学入学後は魚や環境の研究者になろうと考えていたが、自然環境保全を現実に実施するには法律や予算、行政組織の裏付けがなければ絵に描いた餅であり、自分の目標が実現しないと考え、東京水産大学を中退し、早稲田大学政治経済学部経済学科へ進学。環境経済学を専攻した。早大政経学部卒業。2003年 財務省入省（主税局調査課）。ドイツ・EU、スウェーデンの税制調査をする。2006年7月 大臣官房総合政策課企画第一係長。経済財政諮問会議や財政演説の起案などを担当する。2008年 ザールラント大学ロースクール留学。2009年 フランクフルト大学大学院博士課程（法と経済学）留学。2010年7月 理財局国有財産企画課長補佐。その後は内閣府東日本大震災被災者生活支援チーム、理財局総務課長補佐（企画）兼理財局総務課調査室課長補佐（調査・日本銀行）、在ドイツ日本大使館一等書記官、主計局主計官補佐（国土交通係主査）などを経て、2018年7月17日 大臣官房文書課長補佐兼大臣官房文書課業務改革・情報化調整官兼大臣官房地方課総務調整企画室長。2020年7月10日 山形県みらい企画創造部長。2022年4月1日 山形県総務部長。

## 略歴
- 2003年4月：財務省入省（主税局調査課）。
- 2006年7月：大臣官房総合政策課企画第一係長[1]。
- 2008年：留学（ザールラント大学ロースクール）。
- 2009年：留学（フランクフルト大学（法と経済学））。
- 2010年7月：理財局国有財産企画課長補佐。
- 2011年：内閣府東日本大震災被災者生活支援チーム。
- 2011年：理財局総務課長補佐（企画） 兼 理財局総務課調査室課長補佐（調査・日本銀行）[4]。
- 2015年7月：在ドイツ日本大使館一等書記官。
- 2017年7月：主計局主計官補佐（国土交通第二、三係主査） 兼 主計局司計課予算執行調査官。
- 2018年7月17日：大臣官房文書課長補佐 兼 大臣官房文書課業務改革・情報化調整官 兼 大臣官房地方課総務調整企画室長。
- 2020年7月10日：山形県みらい企画創造部長。
- 2022年4月1日：山形県総務部長[5]。